# Presbytère des Angles
Le presbytère des Angles est un presbytère situé aux Angles, en France.

## Localisation
Le presbytère est situé dans le département français du Gard, sur la commune des Angles.

## Historique
L'édifice est classé au titre des monuments historiques en 1912.